# Mandal (cràter)
Mandal és un cràter sobre la superfície de (951) Gaspra, situat amb el sistema de coordenades planetocèntriques a 23.5 ° de latitud nord i 46.5 ° de longitud est. Fa un diàmetre de 0.1 km. El nom va ser fet oficial per la UAI l'any 1994 i fa referència a [[Mandal (Noruega]|Mandal]], una ciutat a Noruega amb balneari.